# Kyllingemide
Kyllingemiden (Dermanyssus gallinae) er en rovmide, der lever som snylter på fjerkræ og andre fugle. Den er udbredt over hele verden. Kyllingemiden er cirka 1 millimeter lang og farven er rød, når den har suget blod, hvilket foregår om natten. Miden søger derefter væk fra værten for at lægge æg i revner og sprækker i fuglens nære omgivelser. Under optimale betingelser tager midens livscyklus, fra æg til kønsmoden adult, omkring 1 uge.